# Mike Parson
Pour les articles homonymes, voir Parson.
Michael L. Parson, dit Mike Parson, né le 17 septembre 1955 à Wheatland (États-Unis), est un homme politique américain, membre du Parti républicain. Élu lieutenant-gouverneur du Missouri le 8 novembre 2016, il accède au poste de gouverneur après la démission d'Eric Greitens en juin 2018 et occupe la fonction jusqu'en janvier 2025.

## Biographie
Shérif du comté de Polk de 1993 à 2005, il est élu à la Chambre des représentants du Missouri de 2005 à 2011 pour le 133e district de l'État. Il est par la suite élu au Sénat du Missouri de 2011 à 2017 pour le 28e district.
Il devient lieutenant-gouverneur en 2017, puis gouverneur en 2018. Il nomme alors Mike Kehoe, sénateur de l'État, à la fonction de lieutenant-gouverneur.
Il est élu pour un mandat complet lors de l'élection de novembre 2020, remportant 57,2 % des suffrages contre 40,6 % à la candidate du Parti démocrate, Nicole Galloway.

## Positions politiques

### IVG
Hostile à l'avortement, Mike Parson décide en 2019 de ne pas renouveler la licence de la dernière clinique à pratiquer des avortements dans le Missouri.

### Peine de mort
Il est favorable à la peine de mort. 13 exécutions ont lieu sous sa gouvernance.

## Incompréhension des procédures de sécurité
En 2021, un journaliste du Post-Dispatch de Saint-Louis, Josh Renaud découvre par hasard que dans un site officiel de l'État du Missouri, plus de 100 000 numéros de sécurité sociale de professeurs de primaire et secondaire sont exposés dans le code html des pages. Il informe les responsables du site pour qu'ils corrigent cette anomalie. Après confirmation de cette correction, il publie un article dans le Post-Dispatch. En réponse, Mike Parson fait une conférence de presse où il promet que son administration va rechercher et poursuivre les auteurs de cette découverte comme des pirates et tous ceux qui ont participé à la publication dans leur « tentative d'embarrasser l'État et de vendre des gros titres dans leurs feuilles de choux ».
En pratique, le rapport de 158 pages produit par le Missouri Highway Patrol commissionné par Parson, montre que les données étaient librement accessibles depuis dix ans et que Josh Renaud n'a rien fait de mal, mais a au contraire suivi scrupuleusement les méthodologies de corrections de tels incidents. Le FBI déclare qu'il n'y a pas eu intrusion et que la base de données était mal configurée.
Il apparait que les équipes qui géraient la base de données étaient directement pilotées par le bureau d'administration de Parson, qu'elles n'avaient pas respecté les procédures de sécurité de base, n'ont pas protégé les numéros de sécurité sociale des enseignants, mais ont également refusé d'assumer leurs responsabilités.
La réponse de Parson a été critiquée par des spécialistes de sécurité informatique comme Brian Krebs et par des législateurs dont Tony Lovasco (républicain) et le sénateur de l'Oregon Ron Wyden (démocrate). Lovasco a tweeté que le bureau du gouverneur Parson avait une incompréhension fondamentale de la technologie web mais aussi des procédures standards de déclaration des vulnérabilités informatiques.